# Carlos Germonprez
Carlos Germonprez (22 november 1934 – Middelkerke, 18 april 2013) was een Belgische atleet, die gespecialiseerd was in de sprint. Hij nam eenmaal deel aan de Europese kampioenschappen en veroverde op twee onderdelen in totaal twee Belgische titels. 

## Biografie
Germonprez werd in 1953 voor het eerst Belgisch kampioen op de 100 m. Een jaar later veroverde hij de titel op de 200 m. Hij nam in 1954 op de 200 m en de 4 x 100 m deel aan de Europese kampioenschappen in Bern. Hij werd telkens uitgeschakeld in de reeksen.

### Clubs
Germonprez was aangesloten bij Kortrijk Sport Atletiek.

## Belgische kampioenschappen
| Onderdeel | Jaar |
| --------- | ---- |
| 100 m     | 1953 |
| 200 m     | 1954 |

## Palmares

### 100 m
- 1953:  BK AC – 10,9 s
- 1957: 5e Interl. België-Ned. te Antwerpen - 10,8 s

### 200 m
- 1954:  BK AC - 22,0 s
- 1954: 3e reeksen EK in Bern – 22,0 s

### 4 x 100 m
- 1954: 4e reeksen EK in Bern – 41,5 s (NR)